# Chiesa di San Giovanni Battista (Ardesio)
La chiesa di San Giovanni Battista  è un luogo di culto cattolico della frazione Bani di Ardesio della diocesi di Bergamo edificato nel XVI secolo  e citato come parrocchia il 2 giugno 1711.

## Storia
La chiesa dedicata a san Giovanni Battista viene citata per la prima volta nella relazione della visita pastorale diocesana di san Carlo Borromeo dell'autunno del 1575. La relazione la descrive come oratorio facente parte della parrocchia di San Giorgio di Ardesio e piuttosto disadorno. Nell'ultimo decennio del Settecento, l'edificio fu distrutto da una frana staccatasi dal monte cima Bani, monte dal quale già alcuni anni aveva causato la grave distruzione delle fucine e opifici del ferro di Gromo.

Venne ricostruita la chiesa ma in una parte più riparata della frazione, tra il 1689 e il 1692 e nel 1693, fu aggiunta la torre campanaria a opera di maestranze luganesi. 
Solo nel 1711 la chiesa si staccò da quella di Ardesio diventando autonoma e nominata parrocchia il 2 giugno con decreto del vescovo Pietro Priuli. Durante il XIX secolo l'aula fu completata di arredi e opere d'arte, con affrescature e decori ad opera di Antonio Brighenti nel 1861 e 1863, da Carlo Maldura e Giovanni Giudici nel 1892, e nuove pitture nel 1901.. Nel 1866 fu restaurato l'organo dai Serassi di più antica fattura.
La chiesa fu nuovamente consacrata e dedicata a san Giovanni Battista il 4 luglio 1914 del vescovo Giacomo Radini-Tedeschi. Nel 1931 vennero collocate le otto nuove campane, nate dalla rifusione di quelle più antiche che erano state consacrate nel 1893 ad opera della ditta Cavadini.
La piccola chiesa ebbe come parroco dalla vigilia di Natale del 1890 fino al 2 gennaio 1934 don Giuseppe Brignoli, conosciuto nella comunità dell'alta val Seriana  come ol Pret' di Ba' , personaggio di rilievo, che seppe dare l'aiuto e il sostegno alle famiglie che vivevano in difficoltà anche delle località limitrofe. La sua fama si diffuse velocemente e molti erano i fedeli di che si recavano a piedi fino alla piccola chiesa per ricevere il sacramento della penitenza, nonché consigli e parole di sostegno. Grazie a questo e alle offerte che veniva lasciate, don Brignoli portò l'illuminazione alla frazione che ne era sprovvista, nonché l'impianto dell'acquedotto. Gli aiuti non si fermarono  alla sola frazione dei Bani, ma tutta la valle ricevette il suo sostegno, sia spirituale che economico.

## Descrizione

### Esterno
La chiesa, dal classico orientamento a est, ha la facciata a capanna lineare che i restauri del 1976 hanno riportato alle settecentesche condizioni, con la nuova affrescatura. La parte laterale è in pietra verrucano locale e inserita nelle antiche abitazioni private. La facciata divisa su due ordini, è tripartita da quattro lesene con alta zoccolatura in cemento e terminanti con semplici capitelli che sorregge la cornice marcapiano. L'ordine inferiore presenta l'ingresso con portale del Cinquecento avente paraste in pietra di Sarnico e il trigramma IHS di san Bernardino da Siena nella trabeazione. Il portale termina con il timpano spezzato e proveniente dall'antica chiesetta poi distrutta dalla frana negli ultimi anni del Seicento. L'ordine superiore ospita il mosaico raffigurante il Buon pastore. 

### Interno
L'interno a navata unica con volta a botte, è divisa in quattro campate da lesene con alta zoccolatura in marmo grigio di Ardesio. Le lesene terminano con il cornicione che presenta nella parte superiore aperture atte a illuminare l'aula. Il presbiterio, preceduto dall'arco trionfale, è a pianta rettangolare sempre con copertura da volta a botte. Questo è illuminato da lucernari. L'altare maggiore è in legno intagliato scolpito e dorato, ospita la tribuna che si sviluppa su due ordini. Motivi vegetali in oro sono presenti sul basamento su fondo blu, separati da lesene dove vi sono le statuette dei santi Giovanni Battista, un santo vescovo, san Francesco d'Assisi un altro santo, san Carlo Borromeo e san Pietro; una nicchia vuota è posta nella parte centrale. Il livello superiore vi è la statuetta di Cristo risorto con ai lati le statue di due santi martiri. La parte superiore ospita nella parte centrale la statua raffigurante Dio Padre: Il tempio termina con la piccola cupola culminante con Gesù risorto e quattro putti che reggono gli strumenti della passione: la data 1710 è posta nel retro del manufatto, dove è indicato anche la data del 1909, del restauro precedente realizzato da Bettinelli su consulenza di Elia Fornoni. L'abside termina con il coro ligneo e l'ancona in legno intagliato con la tela raffigurante la Capitazione di Giovanni Battista. 
La navata a cui si accede da una bussola lignea, è completamente affrescata e conserva opere di un certo rilievo. Sopra la bussola vi è l'organo inserito nella cantoria in legno intarsiato, con i busti di san Giovanni XXIII e Giovanni Paolo II. Nella volta della prima campata vi sono due medaglioni con cornici di stucco raffiguranti la Nascita di Giovanni Battista e San Camillo de Lellis e san Rocco. Il fonte battesimale è posto nella seconda campata con vasca in marmo di Ardesio con la copertura a tempietto in noce scolpito. 
La terza campata ha un'uscita laterale anche questa con bussola dove è impresso nell'intaglio l'immagine di don Francesco Brignoli. Nella volta è dipinto il Battesimo di Gesù nelle acque del Giordano, con i medaglioni in stucco raffiguranti i santi Francesco di Sales, Pietro e Paolo e san Carlo Borromeo. La quarta campata ha dipinti nella volta i quattro evangelisti, mentre l'altare a destra è dedicato alla Madonna della Consolazione con la seicentesca tela raffigurante la Madonna della cintura con santi originariamente inserita in una ancona lignea di Gian Battista Fantoni del 1738, poi rimossa e andata perduta e sostituita da una in marmo della ditta Arnoldi. di fronte quello della Madonna del Rosario con le piccole formelle raffiguranti i misteri del rosario. L'altare ospita la statua di Cristo morto seicentesca forse opera di Giovanni Giuseppe Piccini.